# راشل هیلسون
ریچل نومی هیلسون (انگلیسی: Rachel Naomi Hilson؛ زاده ۳۰ اکتبر ۱۹۹۵) یک بازیگر اهل ایالات متحده آمریکا است. کار خود را در سال ۲۰۱۰ با یک نقش تکراری در درام حقوقی سی‌بی‌اس همسر خوب در نقش نیسا دالمار آغاز کرد.